# Studium przypadku (psychologia)
Studium przypadku (ang. case study) – wyczerpująca metoda badawcza, polegająca na jednoczesnym stosowaniu wielu metod w celu jak najdokładniejszej diagnozy psychologicznej.
Metody wykorzystywane w studium przypadku, to, np. wywiad, test psychologiczny, kwestionariusz osobowości, genogram, obserwacja, test projekcyjny.
Studium przypadku jest przede wszystkim metodą diagnozy klinicznej. Wybór studium przypadku jako jakościowej metody badawczej oznacza idiograficzne stanowisko teoriopoznawcze badacza, czyli wiąże się z założeniem, że wartościowe jest badanie każdego pojedynczego przypadku, a nie poszukiwanie praw ogólnych. Oznacza to, że wniosków wyciągniętych na podstawie analizy przypadku badanego, nie można przenosić na innych ludzi.
Chcąc wszechstronnie scharakteryzować człowieka, tak by zupełnie niezależna osoba była w stanie sobie wyobrazić jego specyficzność i niepowtarzalność, szukamy odpowiedniej metody. Nie istnieje pojedyncza metoda, która opisuje jednostkę w sposób doskonały. Filozofia i inne nauki humanistyczne kierują swoje wysiłki ku zrozumieniu i opisaniu indywidualności ludzkiej.
Studium przypadku jest metodą, którą badacz sam kreuje, na podstawie celu diagnozy (sytuacji, powiązania, przyczyn, potrzeb).

## Definicja
Według Stefana Nowaka (1970) studium przypadku jest metodą badania, w której badacz dąży do wszechstronnego opisu pewnej zbiorowości lub jednostki z uwzględnieniem bogatego zestawu zmiennych, gdzie interesują go zarówno wartości zmiennych, jak i zależności między nimi. Przedmiot badania ma charakter jednostkowy. Do badania przystępuje się bez wstępnych hipotez, z zamiarem dokładnego zbadania złożonego zjawiska w jego rzeczywistym kontekście.

## Opis metody
Na etapie zbierania danych badacza powinno cechować otwarte receptywne nastawienie. Dane powinny być obiektywne, pochodzące z wielu źródeł, o różnorodnym charakterze (np. metoda projekcyjna + MMPI). Należy brać pod uwagę zarówno dane jakościowe, jak i ilościowe – dane z wywiadu, wyniki kwestionariuszy, testów projekcyjnych.
Podchodząc do etapu analizy danych, badacz powinien przeprowadzić integrację danych wokół najbardziej istotnych tematów (np. sfery aktywności badanej osoby). Należy brać pod uwagę możliwość zmiany tematów, w miarę rozwoju badania. Wydaje się celowe wyróżnienie specyficznych problemów badawczych, możliwych do podjęcia.
Jeżeli stwierdzi się odchylenie od normy pewnej funkcji psychicznej, studium przypadku podporządkowuje się procedurze badawczej, na którą składają się:
- dokładne sformułowanie obserwacji,
- zbudowanie sprawdzalnego wyjaśnienia obserwacji,
- sprawdzenie wydedukowanych z wyjaśnienia twierdzeń.

Wybór danych będących przedmiotem wyjaśnienia zależy od celów naukowych i klinicznych oraz odnośnych informacji naukowych, jakimi dysponuje badacz (istniejące wystandaryzowane narzędzia pomiaru). Obserwacja wymaga danych kontrolowalnych, pozwalających na ustalenie jej znaczenia w stosunku do danych pochodzących z normalnej populacji.
Budowa wyjaśnienia w studium przypadku może być rozumiana jako proces dopasowywania wzorców. Należy interpretować konkretne zmienne, stosując określone teorie lub podejścia.
Np. Wysoki wynik wymiaru otwartość na doświadczenie świadczy o prawdopodobieństwie osiągania przez badanego wysokich wyników w testach badających sprawność poznawczo-intelektualną, co potwierdza wynik badania testem WAIS-R (PL) = 139 II.
Postuluje się konstruowanie alternatywnych wyjaśnień faktów na podstawie dotychczasowej analizy.
W zależności od celu dane wykorzystywane do analizy, to często zapis wywiadu anamnestycznego lub narracji biograficznej, porównywane z wynikami testów i metod projekcyjnych. Historia życia jest wartościowym elementem studium przypadku, jako że na tle indywidualnej biografii można konstruować całościową jej interpretację.

## Literatura przedmiotu
- Creswell, John W., Projektowanie badań naukowych: metody jakościowe, ilościowe i mieszane, Wydawnictwo Uniwersytetu Jagiellońskiego, Kraków, 2013
- Szostak M., Kliniczne studia przypadków, Wydawnictwa Uniwersytetu Warszawskiego, Warszawa, 1981
- Jaworowska – Obłój Z., Studium przypadku jako metoda diagnozy klinicznej, W: Materiały do nauczania psychologii, seria III Metody badań psychologicznych, red. Wołoszynowa L., tom 4, Wybrane problemy diagnozy., PWN, Warszawa, 1968
- Nowak S., Metodologia badań socjologicznych, PWN, Warszawa, 1970
- Wallen R., Psychologia kliniczna, PWN, Warszawa,  1964